# Valerios Leonidis
Valerios Leonidis (grekiska: Βαλέριος Λεωνίδης), född 14 februari 1966 i Jessentuki i Stavropol kraj, är en grekisk före detta tyngdlyftare. Han vann en silvermedalj vid olympiska sommarspelen 1996 och satte fem världsrekord mellan 1994 och 1996.
Leonidis föddes i Jessentuki i dåvarande Sovjetunionen, hans föräldrar var pontiska greker. Han började idrotta 1977, då som gymnast, mellan 1982 och 1991 tävlade han för det Sovjetiska landslaget i tyngdlyftning. I december 1991 flyttade Leonidis till Grekland och 1992 började han tävla för sitt nya hemland, han tog en sjätteplats på EM i Szekszard och sedan en femteplats vid olympiska sommarspelen 1992 i Barcelona.
Vid olympiska sommarspelen 1996 i Atlanta blev Leonidis berömd då han och Naim Süleymanoğlu tillsammans slog fyra världsrekord i en mycket jämn tävling som Süleymanoğlu vann med 2,5 kilos marginal.
Leonidis vann också två silvermedaljer vid världsmästerskapen i tyngdlyftning 1994 och 1995 och en bronsmedalj 1999. Vid olympiska sommarspelen 2000 slutade han på en sjätteplats.
Leonidis avslutade tyngdlyftningskarriären 2004 och är numera tränare för det grekiska tyngdlyftningslandslaget.